# Єжиці
Єжиці (пол. Jerzyce) — село в Польщі, у гміні Пйотркув-Куявський Радзейовського повіту Куявсько-Поморського воєводства.
Населення — 240 осіб (2011).
У 1975-1998 роках село належало до Влоцлавського воєводства.

## Демографія
Демографічна структура станом на 31 березня 2011 року:
|          | Загалом | Допрацездатний вік | Працездатний вік | Постпрацездатний вік |
| -------- | ------- | ------------------ | ---------------- | -------------------- |
| Чоловіки | 117     | 21                 | 82               | 14                   |
| Жінки    | 123     | 30                 | 68               | 25                   |
| Разом    | 240     | 51                 | 150              | 39                   |